# Payoff
In teoria dei giochi, il payoff per un giocatore è il numero che esprime la valutazione del risultato ottenuto, a seguito delle scelte operate da tutti i giocatori coinvolti, da parte di quel giocatore. Il termine "payoff" viene talvolta reso in italiano con termini quali risultato, premio, ricompensa, pagamento.

## Economia
Il termine è utilizzato anche in economia, ed è riferito ai valori associati ai possibili esiti di un'azione o di un evento.

## Pubblicità
Nel linguaggio pubblicitario, il termine viene utilizzato per indicare l'elaborazione verbale che sintetizza il posizionamento dell'azienda o del prodotto a cui si riferisce. Per "posizionamento" si intende lo spazio occupato dal prodotto o dall'azienda nella mente del target; in parole povere, la personalità del prodotto o dell'azienda. 
Ad esempio: 
- Adidas, Impossible is nothing.
- Nikon D, Nikon is different.

Il payoff non va confuso con il titolo o headline, che serve invece a comunicare la promessa strategica del prodotto o del servizio, e che deriva in genere da una unique selling proposition. In Italia, è un termine che viene utilizzato come sinonimo del più frequente tagline o endline.